# Karl Gruber (Politiker, 1929)

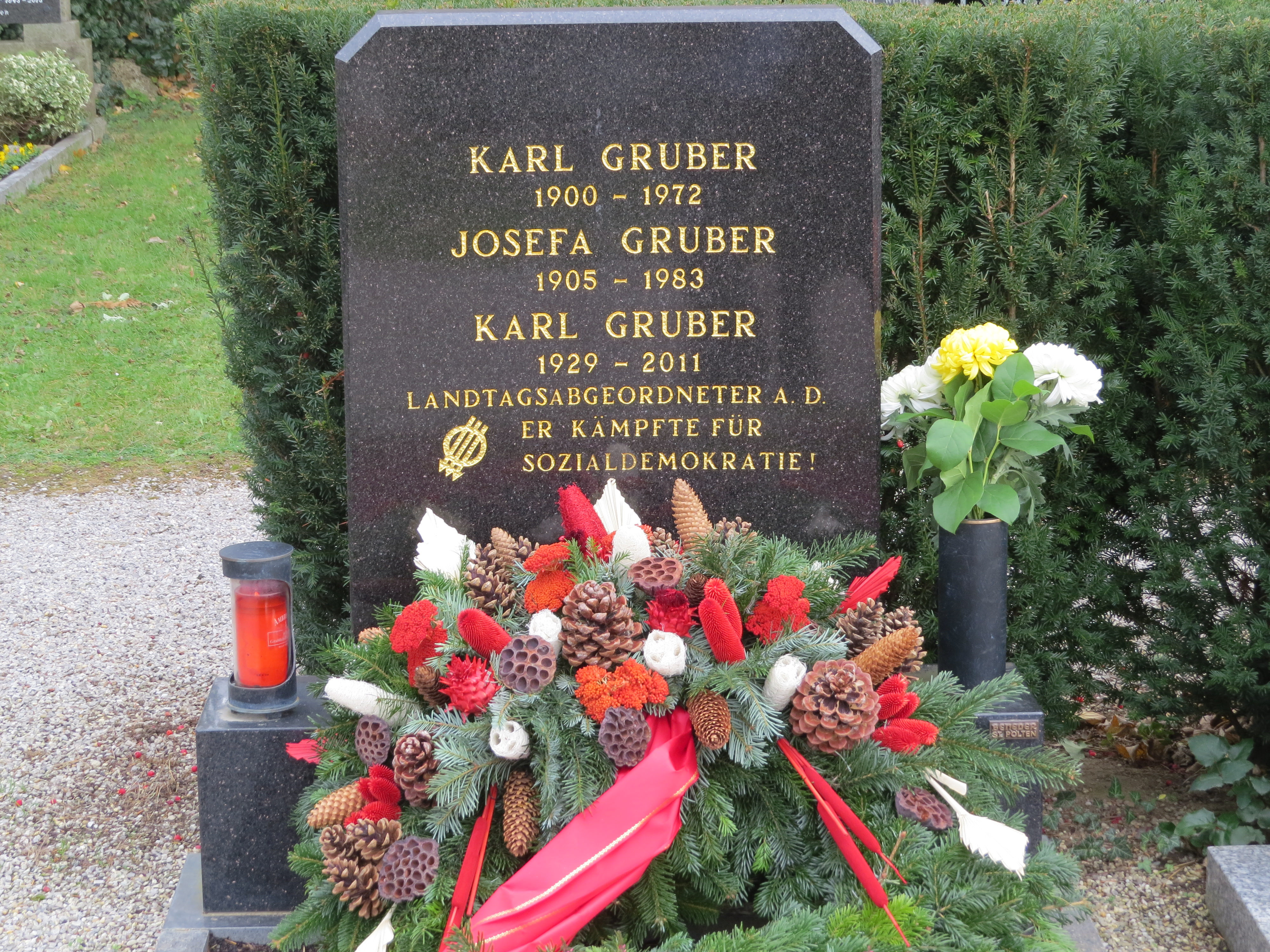
Grabstätte von Karl Gruber auf dem Hauptfriedhof St. Pölten

Karl Gruber (* 10. Juni 1929 in Ossarn bei Herzogenburg, Niederösterreich; † 5. April 2011 in St. Pölten) war ein österreichischer Politiker (SPÖ).

## Leben
Nach der Schulpflicht erlernte er in der Firma Voith an deren Standort in St. Pölten den Beruf des Modelltischlers. 1945 wurde er zum Volkssturm eingezogen, desertierte aber. Nach der Besetzung Niederösterreichs wehrte er sich als Jugendreferent der Metallarbeitergewerkschaft gegen die sowjetische Besatzungsmacht, er veranstaltete Fackelzüge und erstellte Flugzettel. 1949 wurde er wegen seiner politischen Tätigkeit – er war auch Bezirksobmann der Sozialistischen Jugend – von der USIA-Leitung entlassen.
Wegen seines Engagements gegen die von der KPÖ mitinitiierten Oktoberstreiks wurde er zudem von den sowjetischen Behörden mit Aufenthaltsverbot in St. Pölten belegt und lebte deshalb in Scheibbs. Dort wurde er 1952 Gemeinderat und Bezirksparteisekretär, 1960 kehrte er nach St. Pölten zurück. Dort wurde er
Bezirksparteisekretär und blieb dies, bis er 1982 SPÖ-Bezirksvorsitzender wurde und bis 2003 blieb. Ab 1967 war er zusätzlich Mitglied des Landesparteivorstandes, später auch des Bundesparteivorstandes.
Zwischen 1969 und 1998 war Gruber Abgeordneter zum niederösterreichischen Landtag und setzte sich jahrelang mit Erfolg gegen die Schließung der Mariazellerbahn sowie für den Bau der Schnellstraße S33 ein. Ab 1998 war Vorsitzender des niederösterreichischen Landesverbandes des Bundes Sozialdemokratischer Freiheitskämpfer. In dieser Funktion widmete er sich der Aufklärung der Verbrechen des NS-Regimes und der Aufarbeitung des Austrofaschismus. Dabei entdeckte er, dass in der St. Pöltner Prandtauerkirche ein Dollfuß-Altarbild existierte und erreichte beim St. Pöltner Bischof Klaus Küng die Entfernung des Bildes.
Die Grabstätte von Karl Gruber befindet sich auf dem Hauptfriedhof St. Pölten.
Er war Bruder von Willi Gruber, dem früheren Bürgermeister von St. Pölten.

## Auszeichnungen und Ehrungen
- 1981: Großes Silbernes Ehrenzeichen für Verdienste um die Republik Österreich[2][3]
- 1987: Ehrenring der Landeshauptstadt St. Pölten (für sein Engagement zur Erhebung St. Pöltens zur Landeshauptstadt)
- 1989: Viktor-Adler-Plakette[3]
- 2009: Goldener Rathausmann der Stadt Wien (für sein Eintreten gegen Faschismus, Intoleranz und Hetze)[3]
- Großes Ehrenzeichen für Verdienste um die Republik Österreich[3]
- Silbernes Komturkreuz des Ehrenzeichens für Verdienste um das Bundesland Niederösterreich

## Würdigung
Nach seinem Tod wurde in St. Pölten im Jahr 2011 der Karl-Gruber-Platz nach ihm benannt.